# Jimmy Garrison

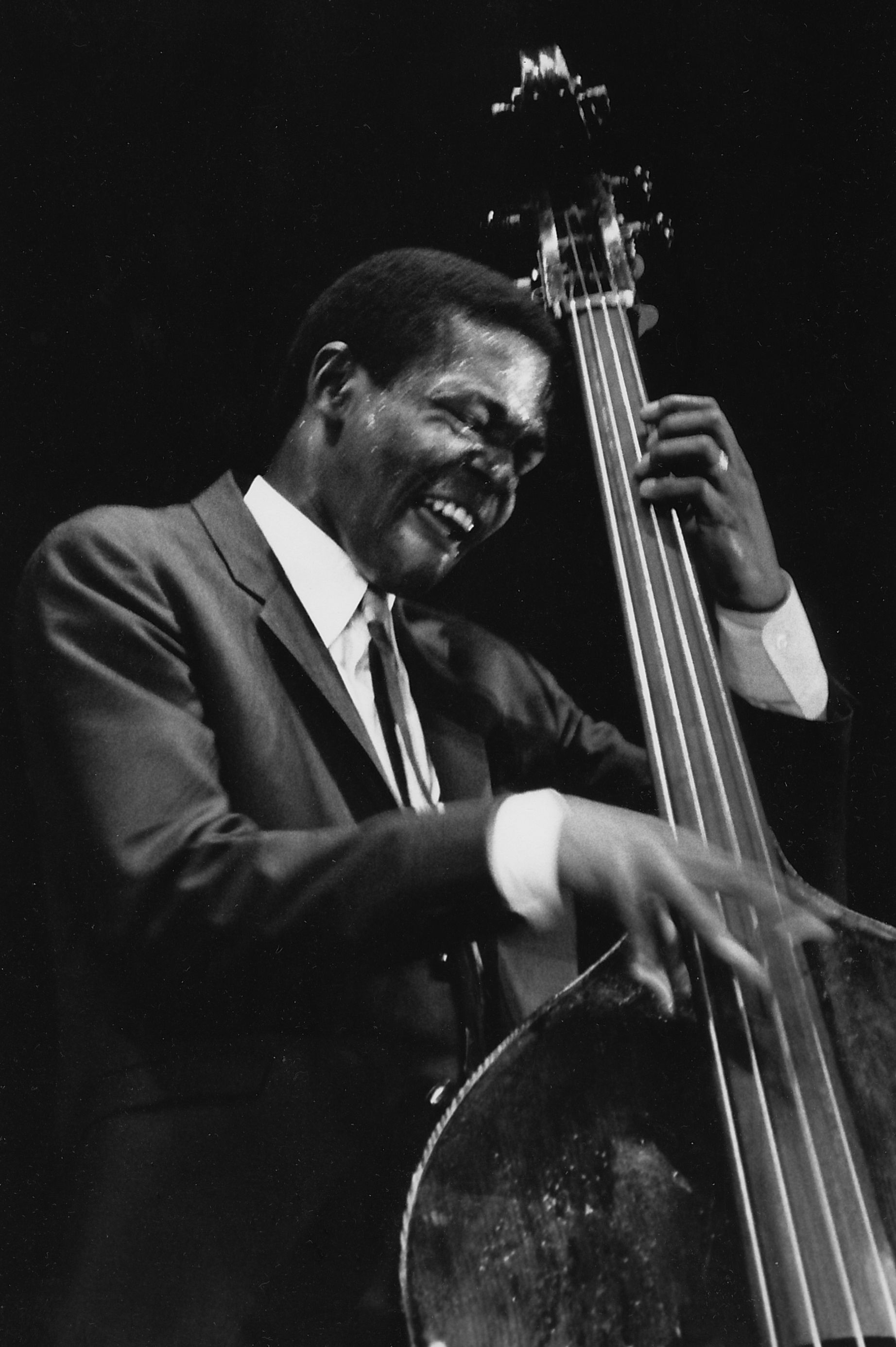
Garrison tocando.

Jimmy Garrison (3 de marzo de 1934 - 7 de abril de 1976) fue un contrabajista de jazz estadounidense nacido en Miami, Florida. Es recordado por su colaboración con John Coltrane de 1961 a 1967.

## Carrera
Garrison se crio en Miami y en Filadelfia, donde aprendió a tocar el contrabajo. Garrison maduró durante una época próspera para el jazz en Filadelfia, que incluía a sus compañeros bajistas Reggie Workman y Henry Grimes, al pianista McCoy Tyner y al trompetista Lee Morgan. Entre 1957 y 1962, Garrison tocó y grabó con el trompetista Kenny Dorham; el clarinetista Tony Scott; el baterista Philly Joe Jones; y los saxofonistas Bill Barron, Lee Konitz, y Jackie McLean, así como con Curtis Fuller, Benny Golson, Lennie Tristano, Pharoah Sanders, y Tony Scott, entre otros.  En 1959 apareció por primera vez oficialmente con Ornette Coleman en "Art of Improvisers" (Atlántico, 1959).  Continuó trabajando con muchos líderes de bandas, incluyendo Walter Bishop, Jr., Coleman, Dorham, y Cal Massey durante los dos siguientes años.
Se unió formalmente al cuarteto de Coltrane en 1962, reemplazando a Workman. El trío largo de blues "Chasin' the Trane" es probablemente su primera actuación grabada con Coltrane y Elvin Jones. Garrison tocó en muchos clásicos grabados por Coltrane, incluyendo A Love Supreme. En concierto con Coltrane, Garrison a menudo tocaba solos improvisados, a veces como el preludio a una canción antes de que los otros músicos se unieran. Después de la muerte de Coltrane, Garrison trabajó y grabó con Hampton Hawes, Archie Shepp, Clifford Thornton y con grupos dirigidos por Elvin Jones.

## Vida personal
Jimmy Garrison tuvo cuatro hijas y un hijo. Lori, Joy y Robin con su primera mujer, Robbie Garrison, y Maia, Claire y Matthew con su segunda mujer, la bailarina y coreógrafa italiana Roberta Escamilla Garrison. Matthew,Joy y Maia Claire son también artistas. Joy Garrison, cantó junto a Barney Kessel, Cameron Brown, Tony Scott y muchos otros. Matthew Garrison es un bajista. Ha actuado y grabado con Joe Zawinul, Chaka Khan, la Saturday Night Live Band, John McLaughlin, Joni Mitchell, Herbie Hancock, Steve Coleman, Whitney Houston, Pino Daniele, John Scofield, Paul Simon, Tito Puente y muchos otros.

## Discografía

### Como líder
- 1963: Illumination! (Impulse! Records) - colíder con Elvin Jones

### Como acompañante
Con Ornette Coleman
- Ornette on Tenor (Atlantic, 1961)
- The Art of the Improvisers (Atlantic, 1961)
- New York Is Now! (Blue Note, 1968)
- Love Call (Blue Note, 1968)

Con John Coltrane
- Ballads (1962)
- Coltrane (1962)
- Duke Ellington & John Coltrane (1962)
- John Coltrane and Johnny Hartman (1962)
- Live at Birdland (1963)
- Crescent (1964)
- A Love Supreme (1964)
- Ascension (1965)
- First Meditations (1965)
- The John Coltrane Quartet Plays (1965)
- Kulu Sé Mama (1965)
- Live at the Half Note: One Down, One Up ([1965)
- Live in Seattle (1965)
- The Major Works of John Coltrane (1965)
- Meditations (1965)
- Transition (1965)
- Sun Ship  (1965)
- Live in Japan (4 discs) (1966)
- Live at the Village Vanguard Again! ( 1966)
- Expression (1967)
- The Olatunji Concert: The Last Live Recording (1967)
- Stellar Regions (1967)

Con Ted Curson
- Plenty of Horn (Old Town, 1961)

Con Kenny Dorham
- Jazz Contemporary (Time, 1960)
- Show Boat (Time, 1960)

Con Curtis Fuller
- Blues-ette (Savoy, 1959)
- Imagination (Savoy, 1959)
- Images of Curtis Fuller (Savoy, 1960)
- The Magnificent Trombone of Curtis Fuller (Epic, 1961)

Con Elvin Jones
- Puttin' It Together (Blue Note, 1968)
- The Ultimate (Blue Note, 1968)

Con Philly Joe Jones
- Blues for Dracula (Riverside, 1958)
- Drums Around the World (Riverside, 1959)
- Showcase (Riverside, 1959)

Con Lee Konitz
- Live at the Half Note (Verve, 1959)

Con Rolf Kühn y Joachim Kühn
- Impressions of New York (Impulse!, 1967)

Con Jackie McLean
- Swing, Swang, Swingin' (Blue Note, 1959)

Con Sonny Rollins
- East Broadway Run Down (Impulse! 1966)

Con Archie Shepp
- Attica Blues'

Con Clifford Thornton
- Freedom & Unity (New World Records, 1967)